# Keme
El Keme es una de los 20 nahuales del calendario maya Cholq'ij y en principio se asocia con el símbolo de la muerte.

## Aplicación e Interpretación
La creencia de la creación de los mayas, hace que a la muerte se le asocie con el ciclo de las cosas, por ello algunos practicantes de la medicina tradicional maya le confían el poder de curar y de proteger la vida.
Una de las creencias que tienen es que el Nawal Keme es que es el único que puede sanar sus heridas. Cuando un mago maya aplica su magia puede utilizar el Nawal Keme para que los resultados sean positivos.

## ¿Cómo se escribe Keme en diferentes Vocablos Mayas?
| Región Maya             | Nombre Maya |
| ----------------------- | ----------- |
| Nombre en Maya Ki’che   | KEME o KAME |
| Nombre en Maya Yucateco | KIMI        |
| Nombre en Mexica        | MIQUIZTLI   |

## Significado del Glifo
La imagen o Glifo representa el ciclo completo de la vida.  En su lado izquierdo se pueden apreciar los dientes de un bebé, que representa el ciclo inicial de al vida de los seres humanos.  El final del ciclo de la vida se representa también en su lado derecho con el ojo cerrado.
De esta manera en una sola imagen se representa tanto el nacimiento como la vida, pero no sólo eso, también se trata de los cambios de ciclos que el ser humano experimenta en diferentes momentos de su existencia.

## Aspectos Positivos
El Nahual Keme tiene la habilidad de dominar y controlar los sentimientos de los demás para ganarse su confianza. Con esto logra persuadir y convencerlos para que hagan lo que él quiere, con su influencia de su nahual es capaz de tomar el control de una situación difícil y generar en la persona la confianza para resolver la situación.
Tiene la habilidad de ver el futuro, de ser un guerrero capaz de enfrentarse a lo que sea. Este nahual es sumamente sensible y el vivir su vida se hace con una gran responsabilidad. 
Su nahual le da la capacidad para aglutinar energía y aprovechar todo su potencial para conseguir lo que quiere.

## Aspectos Negativos de Keme
Es una persona que se caracteriza por ser sumamente agresivo y enfocado a su objetivo.
Muy propensos a las infidelidades y a mentirles a su pareja.
Se centran únicamente en sus puntos de vista sin escuchar a los demás.
Muchas personas pueden odiarles por su arrogancia.

## Ceremonia Maya en el día del Nahual Keme
El día de Keme en el Calendario Maya Cholq’ij es un día de muchas bendiciones y de más paz de la que esperas. Porque aunque el mundo no se te muestre bien, tú sabrás que en tu interior todo es hermoso.
Lo que debes ponerte en el día de Keme es lo siguiente: 
1. Un collar de cuentas color rojo, verde, blanco y negro.
2. Una pulsera de cuentas color rojo, verde, blanco y negro.
3. Un cinturón de cuentas color rojo, verde, blanco y negro.
4. Una bufanda de cuentas color rojo, verde, blanco y negro.
5. Una banda o buzo de cuentas color rojo, verde, blanco y negro.
6. Unos pendientes de cuentas color rojo, verde, blanco y negro.
7. Unos zapatos de cuentas color rojo, verde, blanco y negro

## Su Cruz Maya
Su Destinos es Ix, su engendramiento está bajo Tijax.  Su lado derecho es gobernado por Ajpu y su lado izquierdo por Bee